# Axel Zarges
Axel Norbert Zarges (* 7. Oktober 1932 in Kassel; † 29. Dezember 1989) war ein deutscher Politiker (CDU).

## Leben
Axel Zarges studierte von 1953 bis 1957 Rechts- und Staatswissenschaften, Politik und Geschichte in Marburg und Bonn. 1957 legte er die erste juristische Staatsprüfung ab, 1959 folgte die Promotion. Nachdem er 1962 auch das zweite juristische Staatsexamen ablegte, begann er noch im selben Jahr als selbständiger Rechtsanwalt. Von 1973 an war er als Notar tätig.
Zarges trat 1951 der Europäischen Bewegung bei, bei der er mehrere führende Funktionen ausführte, u. a. war er von 1961 bis 1962 stellvertretender Bundesvorsitzender der Jungen Europäischen Föderalisten. 1958 schloss er sich auch der CDU an, bei der er ebenfalls einige Führungsmandate wahrnahm. Er gehörte dem Europäischen Parlament von Ende 1983 bis zu seinem Tod an. Er wohnte zuletzt in Kassel.
Zarges war Träger der Europa-Union-Medaille.

## Veröffentlichungen
- Axel N. Zarges: Europäische Integration: Verrat an der Wiedervereinigung Deutschlands?